# ایشتوان کاکاش
ایشتوان کاکاش (مجاری: Kakas István، زادهٔ ۱۵۶۵ در کُلُژوار – درگذشتهٔ ۲۵ اکتبر ۱۶۰۳ در لاهیجان) یکی از اشراف ترانسیلوانی بود که از جانب رودولف دوم، امپراتور مقدس روم به عنوان سفیر به ایران فرستاده شد. او از طریق مسکو به نزد شاه عباس رفت تا با اتحاد وی کارزاری علیه عثمانی ایجاد کند. یادبود کاکاش در حیاط موزه خصوصی ونگارد لاهیجان، مرتبط با تاریخ جنگ جهانی دوم، در تاریخ ۲۵ اسفند ۱۴۰۲ نصب شده است.

## زمینه
آنتونی شرلی از سوی لرد اسکس مأموریت داشت شاه عباس را برای جنگ با امپراتوری عثمانی ترغیب کند. در آن وقت ترکان عثمانی تا پشت دروازه‌های وین در اروپا پیش رفته بودند. شاه پیشنهاد کرد که ایران هیئت سفارتی به دربارهای اروپایی اعزام کند و با آنها علیه دشمن مشترک (عثمانی) پیمان ببندد. شاه عباس آنتونی شرلی را به همراه حسینعلی بیگ بیات روانه اروپا کرد تا هم با کشورهای اروپایی ارتباط برقرار کند و هم برای ابریشم ایران (که انحصار آن در اختیار شخص شاه بود) بازار بیابد. شرلی و بیات در سال ۱۶۰۰ به امپراتوری مقدس روم (اتریش) رسیدند و پیام شاه عباس را به رودولف دوم تقدیم کردند. پس از عزیمت آنتونی شرلی و حسینعلی بیگ از پراگ، رودولف برای کسب اطلاعات بیشتر از حقایق مربوط به ایران و مقاصد شاه عباس در مورد اتحاد دو کشور بر ضد دولت عثمانی تصمیم گرفت که هیئت سفارتی به ایران اعزام دارد.

## مأموریت در ایران
کاکاش دستور داشت که با شاه عباس صفوی قراردادی بر ضد امپراتوری عثمانی منعقد سازد و از شاه قول بگیرد که تا تبریز را تصرف نکرده با ترکان عثمانی صلح نکند. او همچنین مأموریت داشت تا به مسکو برود و به تزار روسیه، بوریس گودونف، دربارهٔ اتحاد ایران و هابسبورگ توضیح بدهد و تزار را نیز به شرکت در این اتحاد تشویق و ترغیب نماید. او در ۲۷ اوت ۱۶۰۲ (۸ ربیع‌الاول ۱۰۱۱)، با اعضای سفارت، از پراگ به سوی مسکو عزیمت نمود و روز ۲۳ جمادی‌الاول به مسکو رسید و تزار را از چگونگی اتحاد با دولت ایران آگاه کرد. تزار که نظر موافقی نسبت به پیشنهاد داشت، سفیر خود را با نامه محبت‌آمیزی همراه کاکاش به وسیله کشتی به ایران فرستاد. آنها در هشترخان (آستراخان) سوار کشتی شدند و پس از ۳۱ روز دریانوردی به شهر لنگرود در گیلان رسیدند. کاکاش از آن شهر، پیکی به اصفهان فرستاد تا ورود سفیر امپراتور رودولف دوم را اعلام کند.
در آن زمان شاه عباس در فکر حمله به آذربایجان و بازپس‌گیری تبریز از ترکان عثمانی بود، از این روی، رابرت شرلی را مأمور پذیرایی از سفیر کرد. رابرت شرلی به لنگرود رفت تا هیئت سیاسی آلمانی را به اصفهان به نزد شاه عباس برد، ولی کاکاش و اعضای سفارت به مناسبت بدی هوا و ناسازگاری آب و غذا و احتمالاً پشهٔ مالاریا بیمار شدند. کاکاش و سه تن از همراهانش پس از رسیدن به لاهیجان درگذشتند. کاکاش در بستر مرگ، یکی از اعضای سفارت را به نام گئورگ تکتاندر فون دریابل را به جانشینی خود و ریاست هیئت معین کرد.